# Екзархат
Екзарха́т (від грец. ἔξαρχος — зовнішня влада) — у Візантії в кінці VI–VII століть адміністративно-територіальна одиниця, намісництво за межами метрополії.
В сучасному православ'ї і католицизмі східного обряду — окрема адміністративно-територіальна одиниця, зарубіжна по відношенню до основної церкви, чи спеціально створена для віруючих цього обряду в особливих умовах.

## Візантійські екзархати
Екзархати спочатку (Равеннський і Карфагенський) були створені на заході Візантійської імперії на землях, що були відвойовані у вандалів та остроготів. Особливий статус цих районів вимагав створення тут мілітаризованого і централізованого управління: екзарх і намісники очолювали і військові сили, і цивільну адміністрацію екзархату. Інколи екзархати розглядаються візантиністами як прообраз феми.

## Православні екзархати

### РПЦ
- Грузинський екзархат (1811—1917), Кавказький екзархат (1917—1920).
- Український екзархат (1919—1990);
- Середньоєвропейський екзархат (1946—1948, 1960—1990);
- Західноєвропейський екзархат (1945—1990);
- Північноамериканський екзархат (1933—1954), Екзархат Північної та Південної Америки (1954—1970)
- Екзархат Центральної та Південної Америки (1970—1992);
- Східноазійський екзархат (1946—1962);
- Білоруський екзархат (створений у 1989 році);
- Прибалтійський екзархат (1941—1944).
- Африканський екзархат (з 29.01.2022).

### Інші православні церкви
- Західноєвропейський екзархат російської традиції;

## Католицькі екзархати
В історії було кілька прикладів, коли титул екзарха надавали єпископу латинського (римського) обряду. Так в 1157 році архієпископ Ліону став екзархом Бургундії. Проте, врешті на Заході термін «екзарх» був повністю витіснений терміном апостольський вікарій. В наш час екзархати існують тільки в східнокатолицьких церквах.
Екзархати поділяються на апостольські, патріарші і архієпископські. Апостольський екзархат утворюється Папою, на чолі його обов'язково стоїть єпископ, проте екзархат не має статусу єпархії. Доволі часто апостольські екзархати засновуються на територіях, що відірвані від центру конкретної Східної церкви, але із значною кількістю населення, що сповідує східний літургійний обряд (наприклад, екзархат Вірменської католицької церкви в Америці, екзархат Української греко-католицької церкви у Великій Британії та ін.).
Патріарші і архієпископські екзархи призначаються головами східнокатолицьких церков — патріархами і верховними архієпископами. Ці екзархати створюються на територіях традиційного поширення даного обряду, їх голові не обов'язково бути єпископом, вони можуть бути суфраганними по відношенню до архієпархії, а можуть на пряму підпорядковуватись патріарху чи верховному архієпископу.
Станом на початок 2008 року в східнокатолицьких церквах нараховувалось 16 апостольських екзархатів (в тому числі нині вакантний апостольський екзархат Російської греко-католицької церкви), 9 — патріарших і 3 архієпископських (всі три в УГКЦ).